# Westerly Centaur
Pour les articles homonymes, voir Centaur.
Le Centaur est un type de voilier de croisière côtière conçu par Laurent Giles (en) (1901-1969) et produit à près de 2 500 exemplaires par le constructeur britannique Westerly Yachts.

## Histoire
Le premier exemplaire a été commercialisé en 1969, le dernier en 1980 ou 1984.

## Description
Le Centaur est un voilier biquille en polyester.
Jauge : 3039 kg